# Turşu kavurma

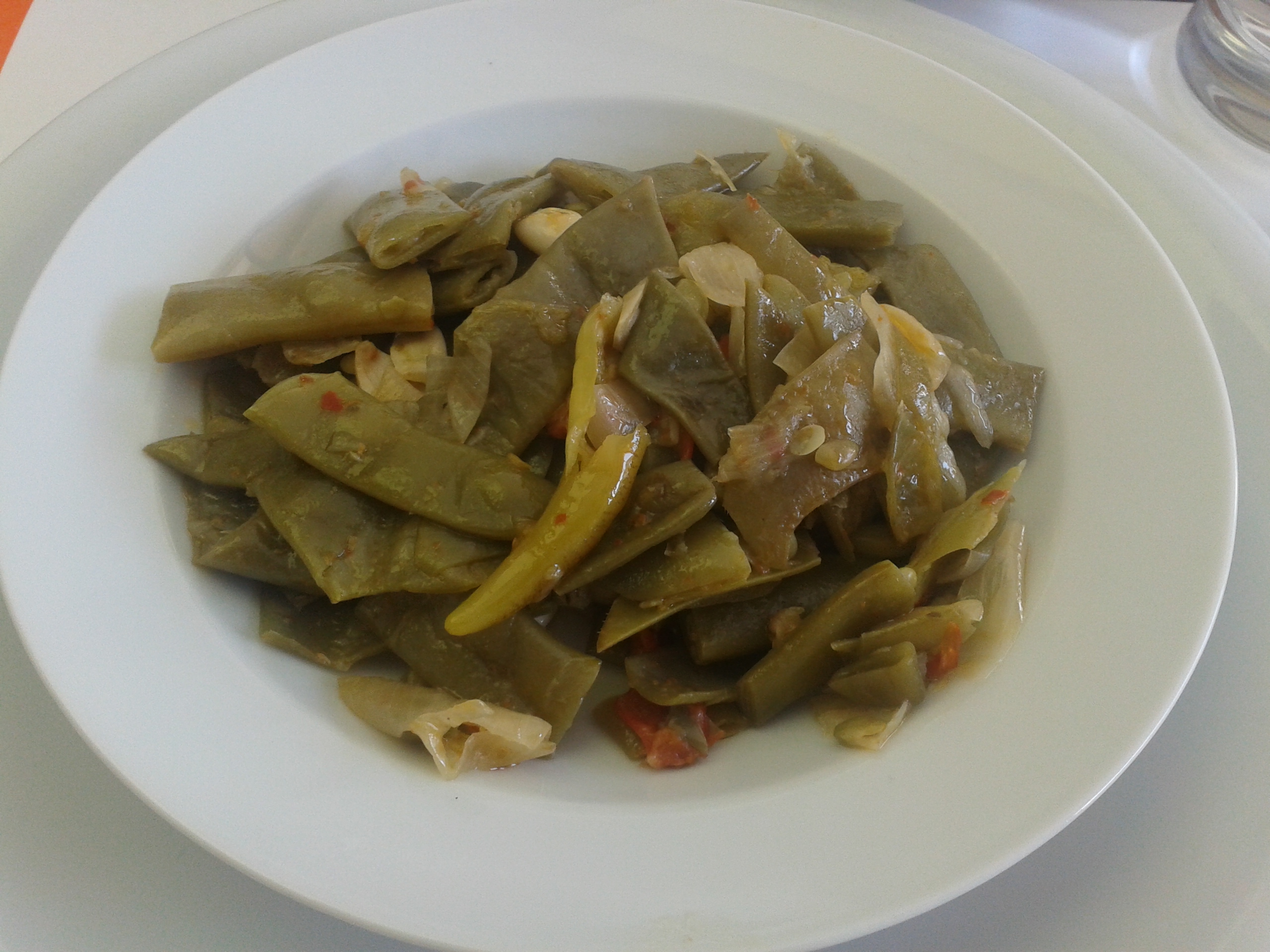
Turşu kavurması

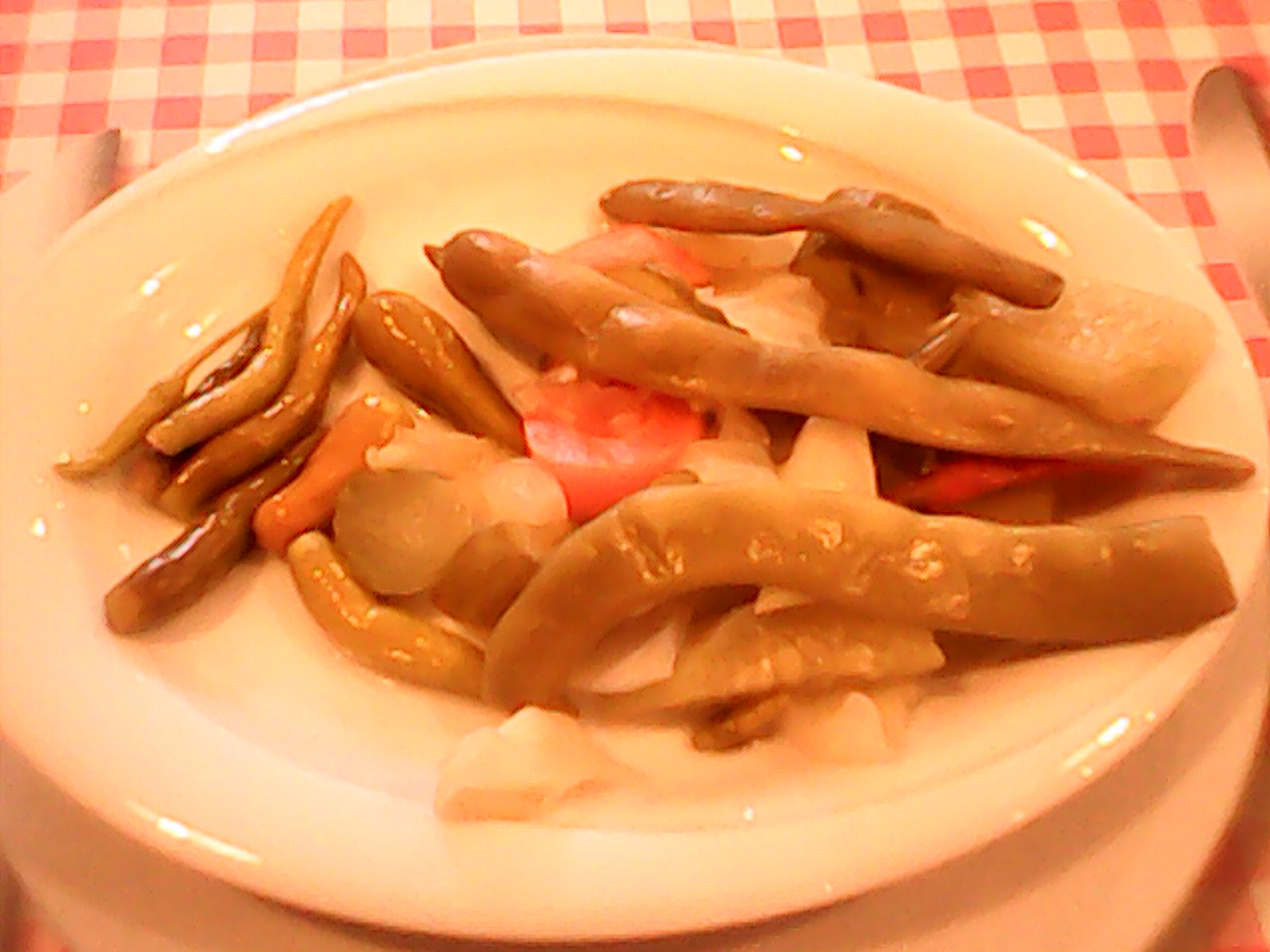
Fasulye tursusu, usat per a cuinar aquest menjar.

El turşu kavurma o turşu kavurması (turc) és un plat de la Regió de la Mar Negra, fet especialment en les zones central i oriental de la costa d'aquest mar. Turşu kavurması és fet amb turşu (turshu o torshi, verdures marinades) de mongetes verdes. Les mongetes marinades (en vinagre o suc de llimona, anomenades fasulye turşusu en turc), després de ser dessalades en aigua, son saltejades (kavurma) amb ceba o porro. És un plat típic d'Ordu i de Samsun i dels seus districtes com ara Çarşamba, o el districte de Sinop, Görele. El turşu ha de fer-se amb les mongetes al dente. En algunes zones també és fet amb turşu de cireres.